# 垂水市立松ケ崎小学校
垂水市立松ヶ崎小学校（たるみずしりつ まつがさきしょうがっこう）は、鹿児島県垂水市牛根麓にある市立の小学校。
垂水市の北部に位置する小学校である。

## 沿革
- 1869年（明治2年） - 牛根麓辺田地区に学館が設立。
- 1914年（大正3年） - 桜島大爆発のため、一時閉校。
- 1947年（昭和22年） - 牛根村立松ヶ崎小学校と改称。